# Xã Adams, Quận Mower, Minnesota
Xã Adams (tiếng Anh: Adams Township) là một xã thuộc quận Mower, tiểu bang Minnesota, Hoa Kỳ. Năm 2010, dân số của xã này là 452 người.